# Nuuk (Nanortalik)
Nuuk [nuːk] (nach alter Rechtschreibung Nûk) ist eine wüst gefallene grönländische Siedlung im Distrikt Nanortalik in der Kommune Kujalleq.

## Lage
Nuuk liegt am Ende einer äußerst spitz zulaufenden Landspitze tief im Inneren des Fjordkomplexes an der Südspitze Grönlands zwischen den Fjorden Kangikitsoq und Kangersuneq. Elf Kilometer südwestlich liegt mit Aappilattoq der nächste bewohnte Ort.

## Geschichte
Nuuk wurde vor 1880 besiedelt. Der Ort gehörte ursprünglich der Herrnhuter Brüdergemeine an. Ab 1911 gehörte Nuuk zur Gemeinde Sammisoq.
1919 wurden 113 Einwohner gezählt, die in 18 Häusern lebten. Im Ort gab es eine 37 m² große hölzerne Schulkapelle, in der ein ausgebildeter Katechet unterrichtete. Daneben lebten in Nuuk noch fünfzehn Jäger und sechs Fischer, die von der Jagd auf Robben, Füchse und Eisbären lebten.
1920 lebten 155 Menschen am Wohnplatz. 1925 wurde Nuuk nach Aappilattoq umgemeindet. Später wurde ein Fischhaus in Nuuk errichtet. 1940 hatte der Wohnplatz nur noch 74 Einwohner. Die Zahl schwankte anschließend zwischen 65 und 78 und 1950 wurde der Ort verlassen, wobei ein Teil der Einwohner nach Narsaq zog.